# Сръбско консулство в Солун
Генералното консулство на Република Сърбия в Солун (на сръбски: Генерални конзулат Републике Србије у Солуну или Generalni konzulat Republike Srbije u Solunu) е дипломатическо представителство на Сърбия в македонския град Солун, Гърция.
Консулството е създадено в 1887 година, когато градът е още в Османската империя, със сключване на конвенция между Сърбия и империята. С тази конвенция Сърбия получава правото да отвори консултво в Битоля, Солун и Скопие. Започва да работи през март 1887 година и първият консул е Алекса Пачич. Консулството активно сътрудничи на сръбската пропаганда в Македония.

## Консули
| Име                 | Име                  | Години           |
| ------------------- | -------------------- | ---------------- |
| Петър Карастоянович | Петар Карастојановић | 1887 – 1889      |
| Коста Христич       | Коста Христић        | 1889 – 1890      |
| Владимир Льотич     | Владимир Љотић       | 1890 – 1894      |
| Павле Денич         | Павле Денић          | в септември 1898 |
| Тодор Станкович     | Тодор Станковић      | 1900 – ?         |
| Йован Христич       | Јован Христић        | в 1900           |
| Джордже Ненадович   | Ђорђе Ненадовић      | в 1901           |
| Владимир Льотич     | Владимир Љотић       | 1904 – 1909      |
| Живоин Балугджич    | Живојин Балугџић     | 1909 – 1912      |

- Доклад на генералния консул в Солун Живоин Балугджич до външния министър Милован Милованович за четническата дейност в Макеодния, 3 май 1910 г.
- Доклад на сръбското консулство в Солун за български активности в Гумендженско, 25 септември 1909 г.